# Хуан Монтальво
Хуа́н Марі́я Монта́льво (ісп. Juan María Montalvo; 13 квітня 1832, Амбато, Еквадор — 17 січня 1889, Париж) — еквадорський письменник і політичний оглядач з ліберальними поглядами.

## Життєпис
Народився в сім'ї дрібного торговця і землевласниці. Упродовж 1846—1854 років вчився на юридичному факультеті університету в Кіто. Завдяки зв'язкам двох старших братів у найвищих ешелонах влади Хуан Монтальво отримав посаду у дипломатичних місіях і жив у Римі та Парижі. Після повернення на батьківщину до влади прийшли консерватори, а він позбувся тих можливостей, які мав.
У 1866 році опублікував перший з цілої серії (названої «Космополіт» — ісп. «El Cosmopolita») критичних памфлетів проти лідера консерваторів Ґабріеля Ґарсії Морено, який користувався значною підтримкою Церкви. Після повернення Морено до влади у 1869 році Монтальво змушений був виїхати за межі країни. Там він протягом років видавав антиурядові твори та листівки. Дізнавшись про висунення Морено на черговий президентський термін письменник пише памфлет «Вічна диктатура» (ісп. «La dictadura perpetua»), виданий у Панамі в 1874 році. Твір зуміли доставити і до Еквадору, де його прочитав один колишній колумбійський найманець, який мав ще й власні мотиви і рахунки з Ґабріелем Ґарсією Морено. 6 серпня 1875 року він зарубав президента мачете. Відомою стала фраза, яку начебто сказав Хуан Монтальво коли дізнався про смерть диктатора: «Це моє перо його вбило!».
Повернувся до Еквадору навесні 1876 року. У 1880-х роках переїхав до Європи. Помер 17 січня 1889 року в Парижі від туберкульозу.
Значними творами письменника стали есеї «Сім трактатів» (ісп. «Siete Tratados», 1882) і «Моральна геометрія» (ісп. «Geometría Moral», видано посмертно — у 1902). Одним з перших у Еквадорі виступив на захист корінного населення — індіанців.
Написав дотепне продовження «Дон Кіхота» Сервантеса — «Розділи, які Сервантес забув» (ісп. «Capítulos que se le olvidaron a Cervantes»)
У 2005 році в еквадорському варіанті програми «100 великих» був визнаний 3-м найвидатнішим після політичного лідера Елоя Альфаро та спортсмена Джефферсона Переса.